# Schellenberg
Schellenberg er den mindste kommune i Liechtenstein. Den ligger i den nordlige del af landet.
Kommunen ligger 626 moh. og har 947 indbyggere (pr. 2003). Den er vanskelig tilgængelig på grund af dårlige transportmuligheder.
Området har været befolket siden 3000 f.Kr.. Det udgjorde et herreskab, som i 1699 blev købt af fyrsteslægten Liechtenstein.